# Kasidoli (Priboj)
Kasidoli (serbisch-kyrillisch Касидоли) ist ein Dorf in Serbien in der Opština Priboj mit 347 Einwohnern laut Zensus 2011. Es ist Teil der Lokalen Gemeinschaft Sastavci. Seine Bewohner sehen sich überwiegend als Serben. Im Süden grenzt das Dorf direkt an die bosnische Enklave Međurečje an, im Norden befindet sich der Grenzübergang zum bosnischen Ustibar.

## Demographie
Die Bevölkerung ist seit den 1960er Jahren beständig zurückgegangen.
| Zensusjahr | Einwohner | Bemerkungen /Referenzen |
| ---------- | --------- | ----------------------- |
| 1948       | 831       | [ 1 ]                   |
| 1953       | 918       | [ 1 ]                   |
| 1961       | 1011      | [ 1 ]                   |
| 1971       | 987       | [ 1 ]                   |
| 1981       | 799       | [ 1 ]                   |
| 1991       | 522       | [ 1 ]                   |
| 2002       | 455       | [ 1 ]                   |
| 2011       | 347       | [ 1 ]                   |

## Söhne und Töchter der Stadt
- Vujica Jevđević (geb. 1913, Kasidoli; gest. 2006, Littleton, Colorado), Hydrologe[2]
- Fehim Dedagić (geb. 1948), Mathematiker[3]

## Belege
1. 1 2 3 4 5 6 7 8  Република Србија, Републички завод за статистику: УПОРЕДНИ ПРЕГЛЕД БРОЈА СТАНОВНИКА: 1948, 1953, 1961, 1971, 1981, 1991, 2002. И 2011. Република Србија Републички завод за статистику, Belgrad 2014, ISBN 978-86-6161-109-4, S. 50 (serbisch, gov.rs [PDF]).
2. ↑  Willi H. Hager: Hydraulicians in Europe. 1800-2000. 1. Auflage. Band 2. Taylor and Francis, an imprint of CRC Press, Boca Raton 2014, ISBN 978-1-4665-5498-6, S. 1661 (englisch).
3. ↑  Atif Purivatra, Vijeće kongresa bošnjačkih intelektualaca (Hrsg.): Who is who among Bosniacs. Council of the Congress of Bosniac Intelectuals [sic?], Sarajevo 2001, ISBN 978-9958-47-080-6, S. 129 (englisch).